# Ochna polyarthra
Ochna polyarthra är en tvåhjärtbladig växtart som beskrevs av Bernard Verdcourt. Ochna polyarthra ingår i släktet Ochna och familjen Ochnaceae. Inga underarter finns listade i Catalogue of Life.